# Jean-Baptiste Vaquette de Gribeauval

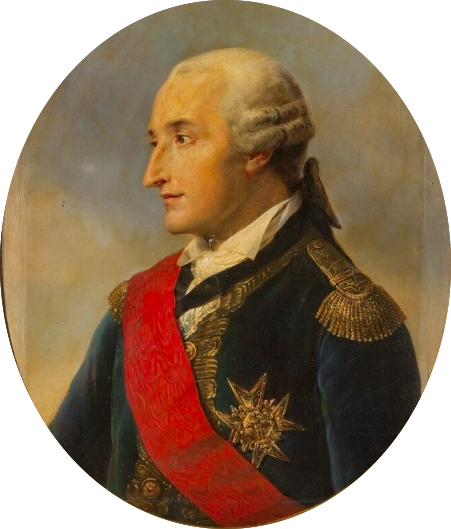

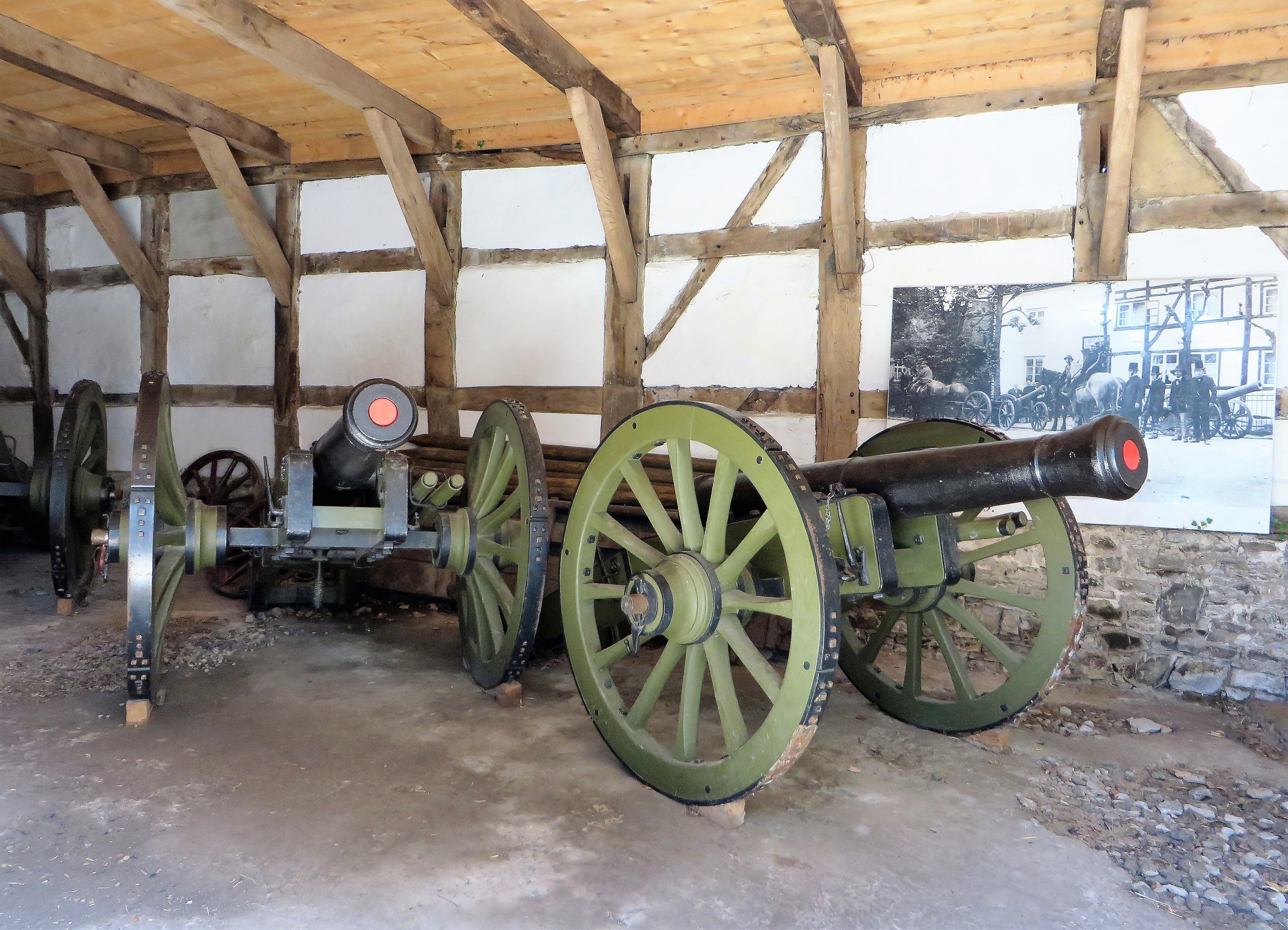
Schloss Hohenlimburg, Schlosskanonen System Gribeauval

Jean-Baptiste Vaquette, vicomte de Gribeauval (* 15. September 1715 in Amiens; † 9. Mai 1789 in Paris) war ein französischer Ingenieur und Artillerieoffizier, der vor allem für die Konstruktion der Gribeauval-Lafette bekannt wurde, die in den napoleonischen Kriegen eine große Rolle spielte.
Gribeauval trat 1732 in die Artillerie ein, wurde 1752 Capitaine im Mineurkorps, 1757 dann Lieutenant colonel. Bald darauf trat er als General und Kommandant des Artillerie- und Mineurkorps in österreichische Dienste.
Vor Glatz 1760 leitete er die Belagerungsarbeiten unter General Harsch. 1762 verteidigte er als österreichischer Generalmajor unter dem Feldzeugmeister Guasco die Festung Schweidnitz gegen preußische Truppen, die zunächst durch Ing.-Major Lefebvre kommandiert wurden, wobei er Gelegenheit fand, sein System der Minierkunst zur Anwendung zu bringen. Maria Theresia beförderte ihn dafür zum Feldmarschallleutnant. Nachdem Friedrich der Große die unmittelbare Leitung der Belagerungsarbeiten übernommen hatte, führte die Belagerung zur Kapitulation der Festung.
Nach geschlossenem Frieden kehrte Gribeauval als Maréchal de camp  der Artillerie nach Frankreich zurück, wurde Inspecteur général der Artillerie, 1765 Generalleutnant, nach Ludwigs XVI. Thronbesteigung Gouverneur des großen Arsenals.
Gribeauval machte sich um die Artillerie und das Befestigungswesen vielfach verdient: Das von ihm entwickelte Lafettensystem führte seinen Namen (→ Gribeauval-Lafette). Diese für Haubitzen und Kanonen aller Kaliber einheitlich konstruierten Lafetten waren nicht nur robust, sondern auch einfach instand zu setzen.  Dieses Geschützsystem wurde zwar 1772 aufgrund einseitiger Versuche zunächst aufgegeben, doch bereits 1774 wieder eingeführt und blieb bis zur Mitte des 19. Jahrhunderts im Dienst. Es bildete die Grundlage für die Überlegenheit der französischen Artillerie in den Koalitionskriegen. 1803 erhielt es einige Veränderungen. Gribeauval erfand zudem 1749 die Walllafette und die hohe Rahmenlafette.